# Elecciones generales de Austria de 1956
Las elecciones parlamentarias de Austria fueron realizadas el 13 de mayo de 1956. El resultado fue la victoria para el Partido Popular Austriaco, el cual obtuvo 82 de los 165 escaños en el Consejo Nacional. La participación electoral fue de un 96.0%.  A pesar de que el ÖVP estuvo a un escaño de obtener la mayoría absoluta, el Canciller y líder del ÖVP Julius Raa, mantuvo gran coalición con los socialdemócratas, junto con el líder del SPÖ Adolf Schärf como Vicecanciller.

## Resultados
|                         | |           |      |         |       |
| Partido                 | Partido | Votos     | %    | Escaños | +/–   |
|                         | Partido Popular Austríaco                                                                                       | 1.999.986 | 46.0 | 82      | +8    |
|                         | Partido Socialdemócrata de Austria                                                                              | 1.873.295 | 43.0 | 74      | +1    |
|                         | Partido de la Libertad de Austria                                                                               | 283.749   | 6.5  | 6       | –8    |
|                         | Partido Comunista de Austria                                                                                    | 192.438   | 4.4  | 3       | –1    |
|                         | Movimiento de los Trabajadores Libres de Austria                                                                | 1.812     | 0.0  | 0       | Nuevo |
|                         | Partido de la Razón                                                                                             | 284       | 0.0  | 0       | Nuevo |
|                         | Partido Ergokratische                                                                                           | 231       | 0.0  | 0       | Nuevo |
|                         | Partido Patriótico Austriaco                                                                                    | 83        | 0.0  | 0       | 0     |
|                         | Partido de la Clase Media                                                                                       | 23        | 0.0  | 0       | Nuevo |
|                         | Representantes Parlamentarios del Pueblo Incapacitado para Votar, No-Sufragistas y Sufragistas Nulos de Austria | 7         | 0.0  | 0       | Nuevo |
|                         | Votos en blanco/nulos                                                                                           | 76.831    | –    | –       | –     |
| Total                   | Total | 4.395.519 | 100  | 165     | 0     |
| Fuente: Nohlen & Stöver | |           |      |         |       |